# Lorenzo Dalla Porta
Lorenzo Dalla Porta (Prato, Italia, 22 de junio de 1997) es un piloto de motociclismo italiano que participa en la categoría Moto2 con el equipo Pertamina Mandalika SAG Team.
Dalla Porta ganó el Campeonato Italiano de Velocidad en la categoría 125 GP en 2012, y el FIM CEV Moto3 Junior World Championship en 2016. Ambos títulos previos a que Dalla Porta ganara el Campeonato Mundial de Moto3 en 2019.

## Biografía
En 2015, Dalla Porta comenzó su carrera mundialista en Moto3 como piloto sustituto de Isaac Viñales en Husqvarna Factory Laglisse. Dalla Porta consiguió puntuar en dos de las nueve carreras que disputó, siendo el mejor resultado el octavo puesto en el Gran Premio de Gran Bretaña. Terminó el campeonato en el puesto 25.º con 13 puntos.
En 2016 como Husqvarna dejó el campeonato de Moto3 y todos los equipos tenían pilotos, Dalla Porta sirvió como piloto de reemplazo. Reemplazo a Philipp Öttl en el Gran Premio de Italia, a Jorge Navarro en el Gran Premio de los Países Bajos y a Romano Fenati desde el Gran Premio de Gran Bretaña hasta el Gran Premio de la Comunidad Valenciana. Terminó el campeonato en el puesto 30.º con 12 puntos.
En 2017 se convirtió en piloto titular en el Campeonato Mundial de Moto3, conduciendo una Mahindra MGP3O del MAHINDRA MOTARD Aspar, siendo compañero de equipo del español Albert Arenas. En la temporada solo puntuó en tres carreras, siendo su mejor resultado el décimo puesto en Gran Premio de Australia. Terminó la temporada en la 28.º posición con nueve puntos.
En 2018, corrió con la Honda NSF250R del equipo Leopard Racing; su compañero de equipo fue su compatriota Enea Bastianini. En el primer gran premio de la temporada en Catar, consiguió su primer podio mundialista al terminar tercero detrás de Arón Canet y Jorge Martín. El 9 de septiembre de 2018, en el Gran Premio de San Marino, Dalla Porta consiguió su primera victoria en el Campeonato del Mundo de Motociclismo. En el resto de la temporada ccnsiguió tres segundos lugares en Tailandia, Japón y Malasia. Terminó la temporada en quinto lugar con 151 puntos.
En 2019 permaneció en el Leopard Racing, siendo acompañado en esta temporada por el español Marcos Ramírez. En la temporada consiguió un terer puesto en Gran Bretaña, seis segundos puestos en Catar, Francia, Italia, Países Bajos, República Checa y Tailandia, y cuatro victorias en Alemania, Japón, Australia y Malasia; además consiguió una pole position, la primera de su carrera en el Gran Premio de España. El 27 de octubre de 2019, obtuvo la victoria en el Gran Premio de Australia, con esta conquista se adjudicó el Campeonato Mundial de Moto3 con dos carreras de antelación. Dalla Porta se convirtió en el primer italiano en ganar en esta categoría desde que Moto3 reemplazó a la extinta 125 cc. Dalla Porta además le devolvió el título de la categoría pequeña a Italia 15 años después de que Andrea Dovizioso se consagrara campeón de la categoría, en la antigua 125 cc, en 2004, también igualo el período más largo entre dos italianos campeones en 125 cc ocurridos entre Carlo Ubbiali, campeón en 1960 y Paolo Pileri, campeón en 1975.
En 2020, Dalla Porta ascendió a Moto2 con el Italtrans Racing Team, haciendo dupla como en 2018 con su compatriota Enea Bastianini.

## Resultados

### CEV Moto3

#### Carreras por año
| Temp. | 1     | 2     | 3     | 4      | 5     | 6       | 7       | 8       | 9     | 10    | 11     | 12     | Pos. | Pts. |
| ----- | ----- | ----- | ----- | ------ | ----- | ------- | ------- | ------- | ----- | ----- | ------ | ------ | ---- | ---- |
| 2015  | ALG 6 | LMS 5 | CAT 5 | CAT 12 | ARA 5 | ARA Ret | ALB Ret | NAV Ret | JER 5 | JER 3 | VAL 23 | VAL 12 | 9.º  | 78   |
| 2016  | VAL 5 | VAL 3 | LMS 1 | ARA 3  | CAT 1 | CAT 1   | ALB 1   | ALG 2   | JER 2 | JER 8 | VAL 13 | VAL 2  | 1.º  | 214  |

### Campeonato del Mundo de Motociclismo
Sistema de puntuación de 1993 hasta 2022:
| Posición | 1.º | 2.º | 3.º | 4.º | 5.º | 6.º | 7.º | 8.º | 9.º | 10.º | 11.º | 12.º | 13.º | 14.º | 15.º |
| Puntos   | 25  | 20  | 16  | 13  | 11  | 10  | 9   | 8   | 7   | 6    | 5    | 4    | 3    | 2    | 1    |

#### Carreras por año
| Temp. | Cat.  | Moto      | Equipo                       | Carreras | Victorias | Podios | Poles | V.Ráp. | Pts. | Pos.  |
| ----- | ----- | --------- | ---------------------------- | -------- | --------- | ------ | ----- | ------ | ---- | ----- |
| 2015  | Moto3 | Husqvarna | Husqvarna Factory Laglisse   | 9        | 0         | 0      | 0     | 0      | 13   | 25.º  |
| 2016  | Moto3 | KTM       | Schedl GP Racing             | 9        | 0         | 0      | 0     | 0      | 12   | 30.º  |
| 2016  | Moto3 | Honda     | Estrella Galicia 0,0         | 9        | 0         | 0      | 0     | 0      | 12   | 30.º  |
| 2016  | Moto3 | KTM       | Sky Racing Team VR46         | 9        | 0         | 0      | 0     | 0      | 12   | 30.º  |
| 2017  | Moto3 | Mahindra  | Mahindra MRW Aspar Team      | 18       | 0         | 0      | 0     | 0      | 9    | 28.º  |
| 2018  | Moto3 | Honda     | Leopard Racing               | 18       | 1         | 5      | 0     | 2      | 151  | 5.º   |
| 2019  | Moto3 | Honda     | Leopard Racing               | 19       | 4         | 11     | 1     | 1      | 279  | 1.º   |
| 2020  | Moto2 | Kalex     | Italtrans Racing Team        | 15       | 0         | 0      | 0     | 0      | 5    | 27.º  |
| 2021  | Moto2 | Kalex     | Italtrans Racing Team        | 13       | 0         | 0      | 0     | 0      | 10   | 27.º  |
| 2022  | Moto2 | Kalex     | Italtrans Racing Team        | 20       | 0         | 0      | 0     | 0      | 21   | 22.º  |
| 2023  | Moto2 | Kalex     | Pertamina Mandalika SAG Team | 2        | 0         | 0      | 0     | 0      | 0*   | 22.º* |
| Total | Total | Total     | Total                        | 123      | 5         | 16     | 1     | 3      | 500  |       |

- * Temporada en curso.

#### Por categoría
| Categoría | Temporadas    | 1.er Gran Premio  | 1.er Podio    | 1.ª Victoria    | Carreras | Victorias | Podios | Poles | V.Ráp. | Pts. | CM |
| --------- | ------------- | ----------------- | ------------- | --------------- | -------- | --------- | ------ | ----- | ------ | ---- | -- |
| Moto3     | 2015–2019     | Indianápolis 2015 | Catar 2018    | San Marino 2018 | 73       | 5         | 16     | 1     | 3      | 464  | 1  |
| Moto2     | 2020–Presente | Catar 2020        |               |                 | 50       | 0         | 0      | 0     | 0      | 36   | -  |
| Total     | 2015–Presente | 2015–Presente     | 2015–Presente | 2015–Presente   | 123      | 5         | 16     | 1     | 3      | 500  | 1  |

#### Carreras por año
(Carreras en negrita indica pole position, carreras en cursiva indica vuelta rápida)
| Año  | Clase | Moto      | 1       | 2       | 3       | 4       | 5       | 6       | 7       | 8       | 9       | 10      | 11      | 12      | 13      | 14      | 15      | 16      | 17      | 18      | 19     | 20     | 21  | Pos.  | Pts. |
| ---- | ----- | --------- | ------- | ------- | ------- | ------- | ------- | ------- | ------- | ------- | ------- | ------- | ------- | ------- | ------- | ------- | ------- | ------- | ------- | ------- | ------ | ------ | --- | ----- | ---- |
| 2015 | Moto3 | Husqvarna | QAT     | AME     | ARG     | SPA     | FRA     | ITA     | CAT     | NED     | GER     | IND 28  | CZE 19  | GBR 8   | RSM 11  | ARA 24  | JPN 24  | AUS Ret | MAL 16  | VAL 22  |        |        |     | 25.º  | 13   |
| 2016 | Moto3 | KTM       | QAT     | ARG     | AME     | SPA     | FRA     | ITA 15  | CAT     |         |         |         |         | GBR 18  | RSM 17  | ARA 25  | JPN 11  | AUS 19  | MAL 16  | VAL Ret |        |        |     | 30.º  | 12   |
| 2016 | Moto3 | Honda     |         |         |         |         |         |         |         | NED 10  | GER     | AUT     | CZE     |         |         |         |         |         |         |         |        |        |     | 30.º  | 12   |
| 2017 | Moto3 | Mahindra  | QAT 23  | ARG Ret | AME 26  | SPA 19  | FRA 14  | ITA 19  | CAT 19  | NED Ret | GER 19  | CZE 19  | AUT Ret | GBR 17  | RSM 15  | ARA Ret | JPN Ret | AUS 10  | MAL Ret | VAL 20  |        |        |     | 28.º  | 9    |
| 2018 | Moto3 | Honda     | QAT 3   | ARG 7   | AME 18  | SPA Ret | FRA Ret | ITA 8   | CAT 17  | NED 6   | GER 13  | CZE 10  | AUT 5   | GBR C   | RSM 1   | ARA 13  | THA 2   | JPN 2   | AUS Ret | MAL 2   | VAL 18 |        |     | 5.º   | 151  |
| 2019 | Moto3 | Honda     | QAT 2   | ARG 7   | AME 13  | SPA 8   | FRA 2   | ITA 2   | CAT Ret | NED 2   | GER 1   | CZE 2   | AUT 6   | GBR 3   | RSM 8   | ARA 11  | THA 2   | JPN 1   | AUS 1   | MAL 1   | VAL 21 |        |     | 1.º   | 279  |
| 2020 | Moto2 | Kalex     | QAT 24  | SPA 19  | AND Ret | CZE 24  | AUT 19  | EST 17  | RSM 13  | ERM 14  | CAT Ret | FRA 18  | ARA 17  | TER 18  | EUR 20  | VAL Ret | POR 17  |         |         |         |        |        |     | 27.º  | 5    |
| 2021 | Moto2 | Kalex     | QAT 18  | DOH 14  | POR 12  | SPA 16  | FRA DSQ | ITA Ret | CAT Ret | GER Ret | NED Ret | EST 12  | AUT Ret | GBR DNS | ARA Ret | RSM Ret | AME     | ERM     | ALG     | VAL     |        |        |     | 27.º  | 10   |
| 2022 | Moto2 | Kalex     | QAT Ret | INA 20  | ARG Ret | AME 16  | POR Ret | SPA 15  | FRA 12  | ITA Ret | CAT 11  | GER Ret | NED 16  | GBR 17  | AUT Ret | RSM Ret | ARA 12  | JPN 15  | THA Ret | AUS Ret | MAL 12 | VAL 14 |     | 22.º  | 21   |
| 2023 | Moto2 | Kalex     | POR 19  | ARG 23  | AME     | SPA     | FRA     | ITA     | GER     | NED     | KAZ     | GBR     | AUT     | CAT     | RSM     | BAH     | JPN     | INA     | AUS     | THA     | MAL    | QAT    | VAL | 22.º* | 0*   |

- * Temporada en curso.